# みゆちー
みゆちー（1995年〈平成7年〉1月3日 - ）は、日本の女性ダンサー、インフルエンサー。奈良県出身。身長152cm。
ニコニコ動画やYouTube、TikTokなどのSNSを中心に活動し、可愛らしいルックスと表現力豊かなダンスで人気を集めている。

## 学歴と経歴
- 小学生時代から新体操を習い、運動神経は抜群。大会で準優勝した経験もある。
- 高校は関西の難関私立大学の付属校に通っていたとされる。
- 大学は京都の大学で、同志社大学または立命館大学の可能性が高い[1]。
- 高校時代から踊り手として活動を開始し、動画投稿サイトで注目を集める。
- 同じ踊り手のぶっきーとのコラボ動画が人気を博し、「ビジネスカップル」としても話題に。

## 活動内容
- 主に「踊ってみた」動画を中心に活動。ストリート系やK-POP風の振付が得意。
- TikTokではRPG風ショート動画がバズり、幅広い層から支持を得ている。
- ダンス以外にも、コスプレやファッション、男装など多様なスタイルを披露。
- Instagramでは撮影の裏側や日常も発信し、ファンとの交流を大切にしている。
- ファンネームは「みゆみん」。

## その他の活動
- BASEにて公式グッズを販売。
- FRUITS ZIPPERの櫻井優衣を推しており、ライブにも足を運ぶなどアイドルファンとしての一面も。
- YouTubeチャンネル「おもちゃのちゃちゃちゃ」では、ぶっきーやじおっとと共に活動していた[2]。

## 人物像
- 小柄ながら、エネルギッシュなダンスが魅力。
- 年齢を感じさせない若々しさと、親しみやすいキャラクターで多くのファンを獲得。
- 「体型に関係なくダンスを楽しめる」というメッセージを体現する存在としても注目されている。